# Patricia Guerrero (Aktivistin)
Patricia Guerrero Acevedo (* 28. Mai 1956 in Bucaramanga) ist eine kolumbianische Juristin und feministische Aktivistin.
Guerrero ist Strafrechtlerin mit Spezialisierung auf humanitäres Völkerrecht. Sie engagiert sich für Menschenrechte und gegen Gewalt in der Beziehung der Geschlechter und war die erste Rechtsanwältin in Kolumbien, die Vergewaltigung in der Ehe thematisierte. Sie setzte sich für die Legalisierung von Abtreibungen ein, insbesondere bei Schwangerschaft infolge einer Vergewaltigung. Sie ist Gründerin der Liga de Mujeres Desplazadas (LMD), die sich Frauen und Kindern widmet, die Opfer von Vertreibung aufgrund politischer Gewalt wurden. 2003 gründete sie die Ciudad de las Mujeres, eine Siedlung, die solchen Frauen eine Heimstatt bietet. Bei der kolumbianischen Generalstaatsanwaltschaft reichte sie Strafanzeigen wegen mehr als hundert Fällen von sexualisierter Gewalt und Vertreibung ein. Mit ihren Klagen erreichte sie, dass das kolumbianische Verfassungsgericht einen besonderen Schutz für vertriebene Frauen anordnete.

## Biografie
Eine ihrer Großmütter mit ihrer Familie hatte selbst vor Gewalt flüchten müssen. Sie studierte an der Universidad Externado de Colombia und qualifizierte sich dort mit einer investigativen Arbeit als Master für humanitäres Völkerrecht. Diese Arbeit unter der Schirmherrschaft des International Rescue Committee belegte die gewaltsame Vertreibung von Frauen bei einem bewaffneten Konflikts in Cartagena de Indias. Als Anwältin vertritt sie die LMD vor der Comisión Interamericana de Derechos Humanos (CIDH) und der kolumbianischen Regierung. Sie leitet die internationale Arbeit der Organisation und pflegt die Verbindungen zu Nichtregierungsorganisationen, die sich für Frauen- und Menschenrechte in einsetzen.
1997 bis 1998 lebte sie für ein Jahr mit ihrer Familie in den Vereinigten Staaten, nachdem der Familie von paramilitärischen Banden mit Entführung gedroht worden war. 1999 nahm sie Kontakt mit Frauen auf, die von paramilitärischen Drogenbanden vertrieben worden waren, und gründete die Liga de Mujeres Desplazadas (LMD). 1999 und 2000 wirkte sie an der Resolution 1325 des UN-Sicherheitsrats mit, in der die Mitgliedstaaten aufgefordert wurden, die Vertretung von Frauen auf allen Entscheidungsebenen zu erhöhen. Anschließend unterstützte sie die Umsetzung dieser Resolution in Kolumbien.
2003 erhielt sie ein Stipendium der Columbia University im Rahmen von deren Human Rights Advocacy Training Program. Bei dieser Gelegenheit schlug sie drei Projekte mit einem Finanzbedarf von 300.000 US$ vor: eine Dokumentation von Fällen sexueller Gewalt, ein Programm zur organisatorischen Stärkung sowie den Bau von drei multifunktionalen Zentren. Alle drei Projekte wurden gebilligt, und nach Gesprächen mit Tim Rieser, dem Berater des Senators Patrick Leahy, wurden ihr 500.000 US$ zugesichert. Aus dem Wohnungsbauprojekt wurde schließlich die Ciudad de las Mujeres. Sie wurde am Rand von Cartagena de Indias erbaut und 2006 eingeweiht. Gleichwohl blieb die Bedrohung durch paramilitärische Banden bestehen. Im Dezember 2007 fiel das Kommunikationszentrum der Siedlung einer Brandstiftung zum Opfer.
2005 gab Patricia Guerrero ihre Stellung als Direktorin der LMD auf, nachdem die LMD ihre Satzung in dem Sinne geändert hatte, dass anstelle einer einzelnen Direktorin ein Leitungsgremium (Consejo executivo) die Führung innehaben sollte.
2007 erwirkte sie eine Verfügung des kolumbianischen Verfassungsgerichts, der zufolge die Regierung ein Maßnahmenprogramm zum Schutz vertriebener Frauen beschließen musste. 2008 erwirkte sie einen weiteren Beschluss zum Schutz der Aktivistinnen des LMD, der jedoch von der Regierung nicht vollständig umgesetzt wurde. 2009 ermordete die Terrororganisation Águilas Negras den Gründer der Jugendorganisation der LMD, Jair Pantoja, und drohte deren Aktivistinnen. Patricia Guerrero erreichte daraufhin, dass die CIDH 29 im selben Jahr betroffene Personen unter ihren Schutz stellte und 2010 diesen Personenkreis erweiterte. Die von der CIDH angeordneten Maßnahmen wurden jedoch ab 2010 von der Regierung nicht umgesetzt.
2015 beteiligte sie sich am Friedensmarsch von 30 Frauen über die Grenze zwischen Nord- und Südkorea. Beteiligt waren unter anderem auch Gloria Steinem und Mairead Maguire.

## Ehrungen
Für ihre Arbeit wurde sie vom Global Fund for Women in New York ausgezeichnet. Zudem wurde sie für den Nationalen Friedenspreis nominiert und erhielt den Premio Eternit Procomún, den Menschenrechtspreis Premio Luis Carlos Galán und den Premio Sofasa Renault. 2012 wurde sie von einem Gremium der Harvard University als eine der 30 besten Führungspersönlichkeiten Kolumbiens ausgezeichnet.